# Gran Premio motociclistico d'Austria 1984
Il Gran Premio motociclistico d'Austria fu il quarto appuntamento del motomondiale 1984, si trattò della tredicesima edizione del Gran Premio motociclistico d'Austria valido per il motomondiale.
Si svolse il 20 maggio 1984 a Salisburgo e gareggiarono le classi 80, 250, 500 oltre ai sidecar. Ottennero la vittoria Eddie Lawson in classe 500, Christian Sarron in 250, Stefan Dörflinger in 80 e Streuer-Schnieders tra le motocarrozzette.

## Classe 500
Nella gara della classe regina si è imposto per la terza volta nella stagione lo statunitense Eddie Lawson su Yamaha che ha preceduto le Honda dei connazionali Freddie Spencer e Randy Mamola.
A questo punto della stagione Lawson ha un vantaggio in classifica di venti punti sul francese Raymond Roche e di trenta su Spencer.

### Arrivati al traguardo
| Pos. | Pilota            | Moto   | Tempo    | Griglia | Punti |
| ---- | ----------------- | ------ | -------- | ------- | ----- |
| 1    | Eddie Lawson      | Yamaha | 41.23.54 | 2       | 15    |
| 2    | Freddie Spencer   | Honda  | 41.46.19 | 3       | 12    |
| 3    | Randy Mamola      | Honda  | 41.47.53 | 1       | 10    |
| 4    | Ron Haslam        | Honda  | 41.49.03 | 5       | 8     |
| 5    | Robert McElnea    | Suzuki | 42.03.29 | 4       | 6     |
| 6    | Raymond Roche     | Honda  | 42.05.06 | 6       | 5     |
| 7    | Reinhold Roth     | Honda  | 42.05.51 | 7       | 4     |
| 8    | Boet van Dulmen   | Suzuki | 42.37.78 | 10      | 3     |
| 9    | Sergio Pellandini | Suzuki | 42.37.96 | 12      | 2     |
| 10   | Barry Sheene      | Suzuki | 1 giro   | 11      | 1     |
| 11   | Franco Uncini     | Suzuki | 1 giro   | 9       |       |
| 12   | Fabio Biliotti    | Honda  | 1 giro   | 19      |       |
| 13   | Keith Huewen      | Honda  | 1 giro   | 14      |       |
| 14   | Virginio Ferrari  | Yamaha | 1 giro   | 8       |       |
| 15   | Klaus Klein       | Suzuki | 1 giro   | 23      |       |
| 16   | Massimo Broccoli  | Honda  | 1 giro   | 20      |       |
| 17   | Rob Punt          | Suzuki | 1 giro   | 29      |       |
| 18   | Paolo Ferretti    | Suzuki | 1 giro   | 30      |       |
| 19   | Marco Papa        | Honda  | 1 giro   | 22      |       |
| 20   | Chris Guy         | Suzuki | 1 giro   | 17      |       |
| 21   | Lorenzo Ghiselli  | Suzuki | 1 giro   | 25      |       |
| 22   | Louis-Luc Maisto  | Honda  | 2 giri   | 35      |       |
| 23   | Manfred Fischer   | Juchem | 2 giri   | 34      |       |

### Ritirati
| Pilota              | Moto       | Motivo | Griglia |
| ------------------- | ---------- | ------ | ------- |
| Marco Lucchinelli   | Cagiva     |        | 21      |
| Franck Gross        | Honda      |        | 24      |
| Peter Sjöström      | Suzuki     |        | 32      |
| Leandro Becheroni   | Suzuki     |        | 26      |
| Josef Ragginger     | Suzuki     |        | 31      |
| Karl Truchsess      | Suzuki     |        | 28      |
| Herbert Zwickl      | Yamaha     |        |         |
| Didier de Radiguès  | Honda      |        | 13      |
| Brett Hudson        | Suzuki     |        | 36      |
| Wolfgang von Muralt | Suzuki     |        | 16      |
| Attilio Riondato    | Suzuki     |        | 33      |
| Peter Sköld         | Suzuki     |        | 27      |
| Christian Le Liard  | Chevallier |        | 15      |

### Non partito
| Pilota        | Moto   | Motivo | Griglia |
| ------------- | ------ | ------ | ------- |
| Gustav Reiner | Suzuki |        | 18      |

### Non qualificati
| Pilota              | Moto   |
| ------------------- | ------ |
| Josef Doppler       | Suzuki |
| Yashuhiko Gomibuchi | Suzuki |
| H. Schüster         | Suzuki |

## Classe 250
Dopo una gara molto combattuta si è imposto il francese Christian Sarron, grazie anche alla caduta in cui è incorso il venezuelano Carlos Lavado, giunto peraltro al quinto posto nella prova. Alle spalle del vincitore sono giunti il tedesco Anton Mang e lo spagnolo Sito Pons.
La classifica iridata vede Sarron in testa, davanti a Pons e Mang.

### Arrivati al traguardo
| Pos. | Pilota               | Moto       | Tempo    | Griglia | Punti |
| ---- | -------------------- | ---------- | -------- | ------- | ----- |
| 1    | Christian Sarron     | Yamaha     | 41.39.37 | 1       | 15    |
| 2    | Anton Mang           | Yamaha     | 41.45.98 | 5       | 12    |
| 3    | Sito Pons            | Rotax      | 41.46.26 | 6       | 10    |
| 4    | Guy Bertin           | MBA        | 41.53.33 | 19      | 8     |
| 5    | Carlos Lavado        | Yamaha     | 41.56.89 | 4       | 6     |
| 6    | Loris Reggiani       | Kawasaki   | 41.57.26 | 31      | 5     |
| 7    | Martin Wimmer        | Yamaha     | 41.57.60 | 14      | 4     |
| 8    | Jacques Cornu        | Yamaha     | 41.57.91 | 13      | 3     |
| 9    | Jean-François Baldé  | Pernod     | 41.58.28 | 10      | 2     |
| 10   | Siegfried Minich     | Yamaha     | 41.58.68 | 23      | 1     |
| 11   | Richard Hubin        | Yamaha     | 42.04.95 | 12      |       |
| 12   | Teruo Fukuda         | Yamaha     | 42.05.16 | 27      |       |
| 13   | Jean-Michel Mattioli | Chevallier | 42.05.61 | 8       |       |
| 14   | Karl Thomas Bacher   | Yamaha     | 42.08.77 | 25      |       |
| 15   | Erich Klein          | Rotax      | 42.20.47 | 20      |       |
| 16   | Alan Carter          | Yamaha     | 42.20.81 | 17      |       |
| 17   | Donnie McLeod        | Yamaha     | 42.30.60 | 30      |       |
| 18   | Herbert Besendörfer  | Yamaha     | 42.52.23 | 29      |       |
| 19   | Harald Eckl          | Rotax      | 1 giro   | 26      |       |
| 20   | Manfred Obinger      | Yamaha     | 1 giro   | 24      |       |

### Ritirati
| Pilota              | Moto   | Motivo | Griglia |
| ------------------- | ------ | ------ | ------- |
| Manfred Herweh      | Rotax  |        | 2       |
| Jacques Bolle       | Pernod |        | 11      |
| Stefan Klabacher    | Rotax  |        | 16      |
| Stéphane Mertens    | Yamaha |        | 9       |
| Wayne Rainey        | Yamaha |        | 3       |
| Roland Freymond     | Yamaha |        | 37      |
| Karl-Thomas Grässel | Römer  |        | 28      |
| Patrick Fernandez   | Bartol |        | 15      |
| Hervé Guilleux      | Yamaha |        | 22      |
| Michael Lederer     | Yamaha |        | 33      |
| Hans Becker         | Yamaha |        | 18      |
| Mario Rademeyer     | Yamaha |        | 7       |
| Thierry Rapicault   | Yamaha |        | 34      |
| Fausto Ricci        | Yamaha |        | 32      |
| René Delaby         | Yamaha |        | 35      |
| Josef Hutter        | Bartol |        | 36      |

### Non qualificati
| Pilota                 | Moto       |
| ---------------------- | ---------- |
| Jean-Louis Guignabodet | Yamaha     |
| Thierry Espié          | Chevallier |
| Massimo Matteoni       | Yamaha     |
| Bruno Lüscher          | Yamaha     |
| David Floyd Busby      | Rotax      |
| Eilert Lundstedt       | Yamaha     |
| Luis Miguel Reyes      | Cobas      |
| August Weissner        | Yamaha     |
| Karl-Heinz Riegl       | Moam       |
| Englebert Neumair      | Bartol     |

### Non partito
| Pilota        | Moto  |
| ------------- | ----- |
| Carlos Cardús | Rotax |

## Classe 80
Dopo i successi nella due prove dell'italiano Pier Paolo Bianchi, ottiene il successo, oltre alla pole position e al giro più veloce, lo svizzero Stefan Dörflinger che precede due piloti tedeschi, Hubert Abold e Gerhard Waibel.
La classifica iridata è ancora capeggiata da Bianchi, qui giunto al quarto posto, che precede Dörflinger e Abold.

### Arrivati al traguardo
| Pos. | Pilota             | Moto       | Tempo    | Griglia | Punti |
| ---- | ------------------ | ---------- | -------- | ------- | ----- |
| 1    | Stefan Dörflinger  | Zündapp    | 32.36.85 | 1       | 15    |
| 2    | Hubert Abold       | Zündapp    | 32.47.37 | 3       | 12    |
| 3    | Gerhard Waibel     | Real       | 33.03.03 | 5       | 10    |
| 4    | Pier Paolo Bianchi | Huvo-Casal | 33.17.00 | 4       | 8     |
| 5    | Jorge Martínez     | Derbi      | 33.29.76 | 2       | 6     |
| 6    | Hans Spaan         | Casal      | 33.48.55 | 9       | 5     |
| 7    | Willem Heykoop     | Huvo-Casal | 34.06.71 | 6       | 4     |
| 8    | Hans Müller        | Sachs      | 1 giro   | 7       | 3     |
| 9    | Zdravko Matulja    | Ziegler    | 1 giro   | 18      | 2     |
| 10   | Thomas Engl        | Sachs      | 1 giro   | 16      | 1     |
| 11   | Johann Auer        | Eberhardt  | 1 giro   | 19      |       |
| 12   | Bernd Rossbach     | Casal      | 1 giro   | 22      |       |
| 13   | Chris Baert        | Eberhardt  | 1 giro   | 17      |       |
| 14   | Otto Machinek      | Kreidler   | 2 giri   | 23      |       |
| 15   | Jos van Dongen     | Sachs      | 2 giri   | 20      |       |
| 16   | Inge Arends        | Jas        | 2 giri   | 30      |       |
| 17   | Günter Schirnhofer | Honda      | 2 giri   | 27      |       |
| 18   | Mika-Sakari Komu   | Eberhardt  | 3 giri   | 29      |       |
| 19   | Hans Koopman       | Kreidler   | 3 giri   | 25      |       |

### Ritirati
| Pilota              | Moto     | Motivo | Griglia |
| ------------------- | -------- | ------ | ------- |
| Gerhard Bauer       | Ziegler  |        | 15      |
| Theo Timmer         | Casal    |        | 10      |
| Rainer Scheidhauer  | Seel     |        | 8       |
| Bertus Grinwis      | Casal    |        | 14      |
| Hans-Jürgen Hummel  | Hummel   |        | 13      |
| Reiner Koster       | Casal    |        | 26      |
| George Looijesteijn | Casal    |        | 11      |
| Rainer Kunz         | FKN      |        | 31      |
| Mario Stocco        | Lusuardi |        | 21      |
| Reinhard Koberstein | Seel     |        | 12      |
| Tony Smith          | Casal    |        | 24      |
| Stefan Kurfiss      | Kreidler |        | 28      |
| Erich Reuberger     | Suzuki   |        | 32      |

## Classe sidecar
La prima gara stagionale dei sidecar è vinta dall'equipaggio olandese Egbert Streuer-Bernard Schnieders, mentre i detentori del titolo Rolf Biland-Kurt Waltisperg si ritirano mentre sono in testa per problemi al motore. Sul podio salgono anche Werner Schwärzel-Andreas Huber e Masato Kumano-Helmut Diehl.

### Arrivati al traguardo (posizioni a punti)[6]
| Pos | Pilota               | Passeggero         | Moto       | Tempo    | Punti |
| --- | -------------------- | ------------------ | ---------- | -------- | ----- |
| 1   | Egbert Streuer       | Bernard Schnieders | LCR-Yamaha | 38'39"08 | 15    |
| 2   | Werner Schwärzel     | Andreas Huber      | LCR-Yamaha | 38'49"20 | 12    |
| 3   | Masato Kumano        | Helmut Diehl       | LCR-Yamaha | 39'00"80 | 10    |
| 4   | Alain Michel         | Jean-Marc Fresc    | LCR-Yamaha | 39'01"15 | 8     |
| 5   | Derek Jones          | Brian Ayres        | LCR-Yamaha | 39'34"55 | 6     |
| 6   | Hans Hügli           | Andreas Schütz     | LCR-Yamaha | 39'55"63 | 5     |
| 7   | Theo van Kempen      | Geral de Haas      | LCR-Yamaha | 40'01"46 | 4     |
| 8   | Hein van Drie        | Willem van Dis     | LCR-Yamaha | +1 giro  | 3     |
| 9   | Hans-Rudi Christinat | Markus Fährni      | LCR-Yamaha |          | 2     |
| 10  | Wolfgang Stropek     | Hans-Peter Demling | LCR-Yamaha |          | 1     |